# De vi
De vi es un término legal latino, que significa '(acusado) de violencia', 'de actos violentos', 'de fuerza'. 
El tema del crìmen vis fue legislado primero en la Lex Plautia de vi (80-70 a. C.) y más tarde en la Lex Iulia de vi et maiestatis (46 a. C.) y en las Leges Iulia de vi publica et privata (17 a. C.).

## Ejemplos de acusación
En el 56 a. C., Cicerón, en su oratoria Pro Sestio, defiende hábilmente a su amigo y tribuno de la plebe Publio Sestio que fue acusado de vi por haber organizado bandas armadas para oponerse a las de Clodio para favorecer el regreso a casa del propio orador.